# Scarlet Ortiz
Scarlet Ortiz (tên khai sinh Hevis Scarlet Ortiz Pacheco; Caracas, Venezuela; ngày 12 tháng 3 năm 1974) là một nữ diễn viên Venezuela được biết đến với các vai diễn trong các telenovela.

## Tiểu sử
Scarlet bắt đầu sự nghiệp diễn xuất của mình trong một chương trình dành cho trẻ em tên là Nubeluz ở Venezuela. Cô cũng tham gia cuộc thi Hoa hậu Venezuela 1992 với tư cách Hoa hậu đại diện cho Sucre.
Vào tháng 7 năm 2009, ấn bản tiếng Tây Ban Nha của tạp chí People cho biết cô đã mang thai với bạn trai Yul Bürkle và vào ngày 9 tháng 3 năm 2010, cô sinh một bé gái ở Bệnh viện Mount Sinai ở Miami. Sau đó, đứa bé được đặt tên là Barbara Briana. Cha mẹ đỡ đầu cho con gái cô là nữ diễn viên Gaby Espino và nhà văn telenovela Alberto Gomez.
Năm 2012, Scarlet xuất hiện lần đầu tiên với tư cách là một nữ diễn viên sân khấu trong vở kịch Las Quiero tại Las Vegas, đóng vai người tình của một người đàn ông đã lập gia đình.
Cô trở về quê hương Venezuela để trở thành nhân vật chính trong telenovela Dulce Amargo sau 12 năm làm việc ở nước ngoài. Telenovela cuối cùng mà cô thu âm ở Venezuela là Mis 3 hermanas.
Cho đến hiện nay, bộ phim duy nhất mà cô tham dự là Santiago, el apostol, với năm phát hành phim là năm 2015.